# Piledriver (groupe)
Pour les articles homonymes, voir Piledriver (homonymie).
Piledriver, ou The Exalted Piledriver, est un groupe canadien de thrash et speed metal, originaire de Toronto.

## Histoire

### Première période
Le groupe est formé en 1984 par le chanteur Gord « Piledriver » Kirchin (1961-2022). Pour le premier album suivant, le guitariste Leslie Howe rejoint le groupe. Les textes de l'album sont écrits par Louise Remy. Bud Slaker et Knuckles Akimbo rejoignent ensuite le groupe en tant que guitaristes. Le batteur Former Lee est chargé de la boîte à rythmes,. Pour la sortie de l'album en Amérique du Nord, certains titres de chansons obscènes sont renommés : Alien Rape devient ainsi  Alien Dead, Sex with Satan devient Devil's Lust, et Sodomize the Dead devient Twister. Cependant, de nombreux exemplaires de la version non censurée étaient déjà en circulation à ce moment-là. Kirchin quitte brièvement le groupe pour rejoindre le groupe Ice. Il retourne cependant chez Piledriver pour le deuxième album Stay Ugly. Sur l'album participe anonymement David DeFeis et Eddie Pursino, tous deux actifs chez Virgin Steele. Outre Kirchin, les guitaristes Bruizer Bernette et John Savage, le bassiste Sal Gibson et le batteur Hammer participent comme autres membres. La chanson Fire God devait plus tard figurer, sous une forme remaniée, sur l'album The House of Atreus - Act I de Virgin Steele. Kirchin prévoit ensuite de partir en tournée avec le chanteur et guitariste Jim Doherty ainsi qu'avec le guitariste Sean Abbott.
En 1989, le line-up du groupe change à nouveau, de sorte que Randy Deeg fait partie du groupe en tant que guitariste et Bend Quieser en tant que batteur. Pendant l'enregistrement du troisième album, Shock, dans lequel le frère de Gord, Randy, s'implique comme deuxième guitariste, Quieser quitte de nouveau le groupe. Le groupe est alors composé de Gord et Randy Kirchin, du guitariste Dave Copeland et du batteur Ruston Baldwin. Le groupe se sépare avant la fin de l'album. Kirchin et Copeland utilisent ensuite des morceaux écrits pour leur nouveau projet Dogs with Jobs, qui produit deux albums. Kirchin expliquera plus tard qu'« en tant que musiciens […] en tant que jeunes novices avides d'apprendre, nous n'étions rien de plus que des jouets » de l'exploitant d'une « maison de disques stupide et avide d'argent ». Quelques années après la sortie des albums, il tente en vain de trouver un line-up stable. Kirchin tente ensuite un projet solo appelé Sofa-Q, mais il « n’a pas vraiment pris forme » et a ensuite « artistiquement complètement disparu de la scène ». Lorsqu'il découvre Internet en 1995, il se rend compte « que les maisons de disques » lui « avaient menti toutes ces années et que les albums de Piledriver n'étaient PAS des échecs, c'étaient en fait des classiques underground ! Et c'est à ce moment-là que j'ai eu l'idée pour la première fois de redonner vie à Piledriver. » Ray Wallace, l'ancien manager du groupe Sacrifice, propose son aide à Kirchin, mais la collaboration n'aboutit pas.

### Deuxième période
En 2004, le groupe est relancé sous le nom de The Exalted Piledriver pour fêter son 20e anniversaire en août 2004. Il commence à travailler sur l'album Metal Manifesto en 2005. Gord Kirchin est le seul membre restant. Le groupe est également composé du guitariste Ron the Tyrant, du bassiste Andrew Postmaster General et du batteur Tupak Sade. Peu de temps après, Subslime Facekicker rejoint le groupe en tant que nouveau bassiste, tandis que Troy « Evil E » Ellis est ajouté en tant que deuxième guitariste. Cependant, ce line-up ne dure pas longtemps, puisque les nouveaux guitaristes Johnny « No Heart » Butts et DesTroyYa Hellis rejoignent Piledriver. Le groupe enregistre la démo Metal Manifesto en 2005 et sort le DVD Official Live Bootleg Shpinsk, Batslavia. L'année suivante, Kinky Pork Cream rejoint Piledriver en tant que nouveau guitariste et Glace Frothfritter en tant que nouveau batteur. Lobo Elf Schnort est ensuite le nouveau bassiste du groupe. En 2007, il participe au Keep It True. Kirchin explique que l'album Metal Manifesto reste inédit deux ans après la sortie de l'enregistrement démo homonyme en raison de problèmes avec le line-up ; en 2006, il trouve « les bonnes personnes. Et bon sang, ces trois-là sont les gens les plus cool et les plus drôles dont je veux être entouré pour le reste de ma vie. Si ça ne marche pas avec ce line-up, alors c'est tout !  je partirai ! Je n'essaierai plus jamais de continuer Piledriver […] Kinky, Lobo et Glace SONT des putains de Piledriver », tandis que Kirchin « attendait l'arrivée du vrai groupe Piledriver. Aux gens qui méritent réellement des attributs comme « puissant » ou « sublime ». » Il souhaite que ce soit « un album de qualité, bien enregistré, mixé, masterisé et produit. Un album disponible partout et distribué de manière judicieuse ». En 2008, l'album Metal Manifesto, produit par Neil Kernon, sort. En 2009, le groupe joue au Headbangers Open Air. Le line-up de Piledriver change alors encore. Diverses apparitions suivent, dont une apparition au Quebec Metal Fest.
Le fondateur du groupe, Gord Kirchin, décède le 22 septembre 2022, un jour avant son 61e anniversaire, des suites d'un cancer du poumon.

## Discographie

### Sous Piledriver
- 1984 : Metal Inquisition (album, Cobra Records)
- 1986 : Stay Ugly (album, Cobra Records)
- 1997 : Metal Inquisition + Stay Ugly (compilation, Full Moon Productions)

### Sous The Exalted Piledriver
- 2005 : Metal Manifesto (démo)
- 2005 : Official Live Bootleg Shpinsk, Batslavia (DVD, Dog Bite)
- 2008 : Metal Manifesto (album, Northern Storm Records)
- 2011 : Night of the Unpolished Turd (album live, Sick Fuck Records)